# Lettre Milawata
La « lettre Milawata » (CTH 182) fait partie des textes de la correspondance de la cour royale des Hittites.

## Édition
La lettre est conservée sur une tablette d'argile composée de trois fragments jointifs : 364/v (KBo 18.117), Bo 3287 (KUB 48.90) et VAT 7477 (KUB 19.55). L'édition du plus grand fragment (KUB 19.55) a été réalisé en 1932 par Ferdinand Sommer (de) dans le cadre de la controverse sur la localisation de l'Ahhiyawa. En 1980, Harry A. Hoffner (en) découvrit un fragment jointif (KUB 48.90) puis un deuxième fut découvert par Mark Weeden en 2012, confirmant ainsi que le texte provient de la capitale hittite, Hattusa.

## Contenu
Le texte est fragmentaire, les noms des personnes correspondantes ne sont pas conservés et il est difficile de décrire le déroulement des événements. Il a été proposé de considérer que cette lettre était adressée à Tarkasnawa, roi de Mira par le roi hittite Tudhaliya IV. Les parties préservées de la lettre évoquent la frontière de Milawata, une ville d'Ahhiyawa qui est le plus souvent identifiée avec la cité grecque de Milet  classique ; le rétablissement du roi Walmu à Wilusa, un toponyme qui est souvent associé avec la ville homérique de Troie ; un échange d'otages des villes d'Awarna et de Pinali contre ceux d'Atriya et d'Utima, des localités qui se trouvaient probablement en Lycie dans le sud-ouest de l'Asie mineure.

### Ouvrages
- (de) Ferdinand Sommer, Die Ahhijava-Urkunden von Ferdinand sommer: Mit 9 Tafeln, vol. 6, Verlag der Bayerischen Akademie der Wissenschaften, coll. « Abhandlungen der Bayerischen Akademie der Wissenschaften. Philosophisch-historische Abteilung. Neue Folge », 1932

### Articles scientifiques
- Trevor. R. Bryce, « A Reinterpretation of the Milawata Letter in the Light of the New Join Piece », Anatolian Studies, vol. 35,‎ 1985, p. 13–23 (ISSN 2048-0849, DOI 10.2307/3642868)

- (en) J. David Hawkins, « Tarkasnawa King of Mira ‘Tarkondemos’, Boǧazköy sealings and Karabel », Cambridge University Press, vol. 48,‎ 1998, p. 1–32 (ISSN 0066-1546, DOI 10.2307/3643046)

- (en) J. David Hawkins, « The Arzawa letters in recent perspective », British Museum Studies in Ancient Egypt and Sudan, vol. 14,‎ 2009, p. 73-83 (lire en ligne [archive], consulté le 19 février 2021)

- (en) Mark Weeden, « KBo 18.117: A further join to the "Milawata Letter" », Nouvelles assyriologiques brèves et utilitaires, vol. 3,‎ 2012, p. 63-67 (lire en ligne, consulté le 19 février 2021)